# محطة أوبر
محطة أوبر (بالفرنسية: Auber station) هي محطة قطار في باريس. افتتحت في 23 نوفمبر 1971 خلال حفل للمغنيين داليدا وأدامو، وهي واحدة من أكبر محطات مترو الأنفاق المقببة في العالم. تضم المحطة قاعة قطار رئيسية مع قاعة تذاكر متراكبة، إلى جانب شبكة واسعة من الأنفاق التي تتصل بمحطات المترو المجاورة.